# Temperatura mokrego termometru
Temperatura mokrego termometru – jest to najniższa temperatura, do której przy danej wilgotności (i ciśnieniu atmosferycznym) można ochłodzić ciało przy pomocy parowania. Aby odczytać temperaturę mokrego termometru, należy zwilżyć termometr i umieścić go w strumieniu powietrza.